# Chapelle Sainte-Barbe de Plouaret
Pour les articles homonymes, voir Chapelle Sainte-Barbe.
La chapelle Sainte-Barbe est située à Plouaret en France.

## Localisation
La chapelle est située sur le territoire de la commune de Plouaret dans le bourg, à l'ouest immédiat de l'église paroissiale, dans le département des Côtes-d'Armor, dans la région Bretagne.

## Description
La chapelle est construite selon un plan rectangulaire à vaisseau unique, en pierre de taille de granite de moyen appareil et dotée de quatre contreforts, elle mesure 22 m de longueur pour 6,8 m de largeur. Elle présente un mur-pignon occidental à clocheton et un chevet plat ajouré d'une baie axiale. Son décor est gothique flamboyant : porte ouest en anse de panier ornée surmontée d'une archivolte en accolade, choux frisés, fleuron encadré de pinacles et par deux blasons (fin XVe siècle) ; porte nord, côté rue, en arc brisé également surmontée d'une archivolte en accolade, choux frisés, fleuron encadré de pinacles ; porte sud plus simple en anse de panier ; niche-crédence et bénitier à accolade ; les remplages nord, est et sud inscrivent cet édifice dans la deuxième moitié du XVIe siècle et la Renaissance. On retrouve des motifs typiques de cette période : colonnes cannelées, arcs en plein cintre et volutes. La maîtresse-vitre du chevet utilisant des colonnes cannelées, plusieurs frontons curvilignes et des entablements moulurées est remarquable. Les dessins des remplages de la chapelle Sainte-Barbe sont très proches de ceux de la chapelle de Kerfons à Ploubezre (datée des années 1553-1559).
Devant la chapelle, se dresse une croix dite calvaire du placître dont le socle est daté de 1612. C'est la seule chapelle encore visible sur les 24 que comptait la commune de Plouaret.

## Historique
Fondée par les seigneurs de Keramborgne (connus dès 1427), cette ancienne chapelle seigneuriale aurait d'abord été dédiée à saint Barvet, éponyme masculin de sainte Barbe (en breton, barvet signifie "barbu"), puis directement à sainte Barbe.
La chapelle est inscrite au titre des monuments historiques par arrêté du 22 février 1926.

## Galerie

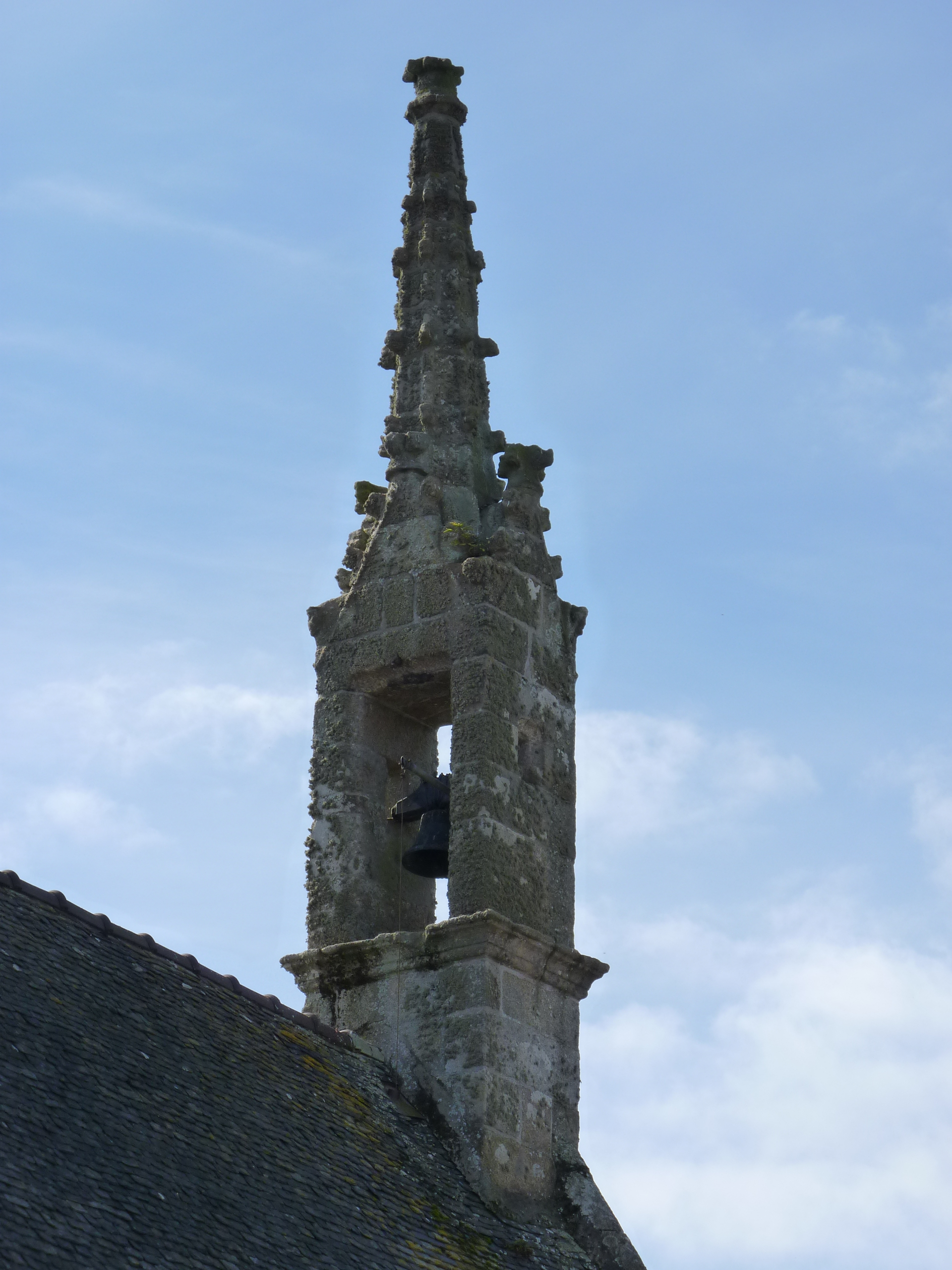
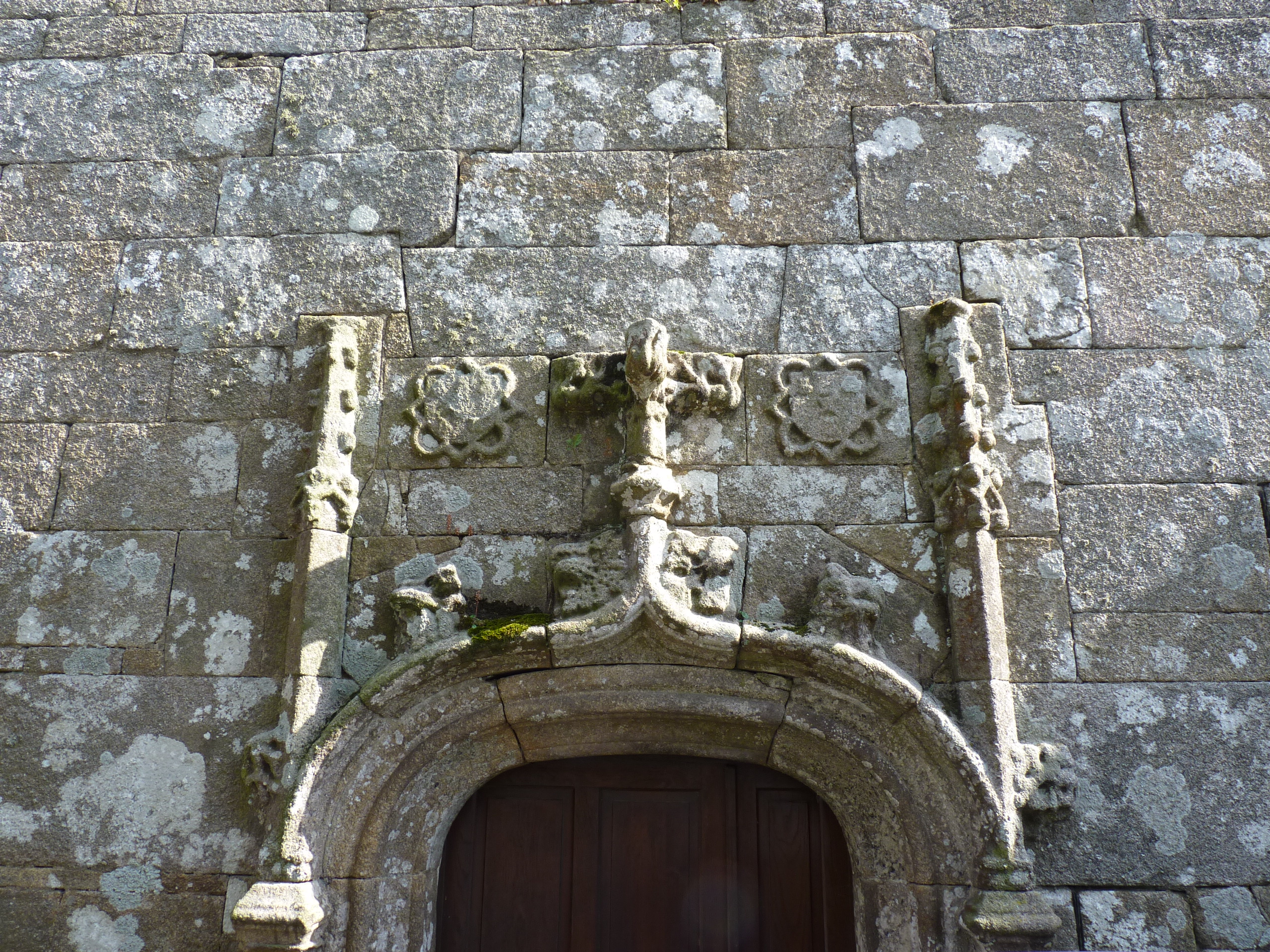